# Terebra quoygaimardi
Terebra quoygaimardi é uma espécie de gastrópode do gênero Terebra, pertencente a família Terebridae.